# Elon
Elon (hebräisch אֵילוֹן) ist ein Richter Israels, der im Buch der Richter im Alten Testament beschrieben wird. Er ist als Elon, der Sebuloniter bekannt (Ri 12,11–12 ).
Er folgte Ibzan und wirkte dann 10 Jahre als Richter in Israel. Nach seinem Tode folgte ihm Abdon, der Sohn Hillels aus Piraton. Elon wurde im Land Sebulon begraben.
| Vorgänger | Amt     | Nachfolger |
| --------- | ------- | ---------- |
| Ibzan     | Richter | Abdon      |